# Томас Мор
Сер То́мас Мор (англ. Sir Thomas More; 7 лютого 1478 — 6 липня 1535) — англійський письменник, філософ, державний діяч, лорд-канцлер (1529—1532). Автор суспільно-політичного трактату «Утопія». Один з основоположників утопічного соціалізму. Святий Мученик у католицизмі і англіканстві.

## Життєпис

### Освіта
Томас народився 7 лютого 1478 року в сім'ї сера Джона Мора, лондонського судді, який був відомий своєю чесністю. Початкову освіту здобув в школі Св. Антонія. У 13 років він потрапив до Джона Мортона, архієпископа Кентерберійського, і якийсь час служив у нього пажем. Веселий характер Томаса, його дотепність і прагнення до знань вразили Мортона, який передбачив, що Мор стане «дивовижною людиною». Мор продовжив свою освіту в Оксфорді, де вчився у Томаса Лінакра (англ. Thomas Linacre) і Вільяма Гроцина (англ. William Grocyn), знаменитих юристів того часу. У 1494 році він повернувся до Лондона і в 1501 році став адвокатом.
Судячи з усього, Мор не збирався все життя робити кар'єру юриста. Зокрема, він довго вагався між цивільною і церковною службою. Під час свого навчання в Lincoln's Inn (одній з чотирьох юридичних корпорацій, що готують юристів) Мор вирішив стати ченцем і жити поблизу монастиря. До самої смерті він дотримувався чернечого способу життя з постійними молитвами і постами. Проте бажання Мора служити своїй країні поклало край його монастирським устремлінням. У 1504 році Томас Мор обирається до Парламенту, а в 1505 році — одружується.

### Сімейне життя
Мор одружився із Джейн Кольт 1505 року. Вона була майже на 10 років молодшою за нього, і його друзі говорили, що вона була тихою й доброю вдачею. Еразм Ротердамський порадив їй здобути додаткову освіту, до тієї яку вона вже здобула вдома, і став її особистим наставником у галузі музики та літератури. 
Вони з Мором мали четверо дітей: Марґарет, Елізабет, Сесіль і Джон. Коли Джейн померла в 1511 році, він одружився майже відразу, вибравши дружиною багату вдову на ім'я Еліс Мідлтон. Еліс не мала репутації покірної жінки, як її попередниця, а навпаки — вона була відома, як сильна і пряма жінка, хоча Еразм свідчить, що шлюб був щасливим. 
Мор та Еліс не мали спільних дітей, але Еліс мала дочку від першого шлюбу. Крім того, Мор став опікуном молодої дівчини на ім'я Аліса Кресакр, яка в результаті вийшла заміж за його сина Джона. 
Мор був люблячим батьком, який писав листи своїм дітям, коли був у від'їзді з правових або державним справ, і закликав їх писати йому частіше. 
Мора серйозно зацікавила освіта жінок, його ставлення до цього питання було незвичайним у той час. Він вважав, що жінки настільки ж здатні до наукових здобутків, як і чоловіки, і наполягав, аби його дочки здобули вищу освіту так само, як і його сини.

### Релігійна полеміка
1520 року реформатор Мартін Лютер опублікував три роботи в такій послідовності: «Звернення до християнського дворянства німецької нації», «Про вавилонський полон церкви», «Про свободу християнина». У цих роботах Лютер виклав своє вчення про спасіння через віру, відкинув таїнства та інші католицькі практики, і вказав на зловживання і перегини Римсько-католицької церкви. У 1521 році Генріх VIII відповів на критику Лютера роботою письменника відомого як Ассертіо, написаною і відредагованою Мором. У світлі цієї роботи, папа Лев X нагородив Генріха VIII титулом «Захисник віри» за його зусилля в боротьбі з єрессю Лютера. 
Мартін Лютер відповів Генріху VIII у пресі, називаючи його «свинею, бовдуром, і брехуном». На прохання Генріха VIII, Мор склав спростування: «Responsio Lutherum» . Воно було опубліковане в кінці 1523. У «Responsio» Мор захищав верховенство папи, а також таїнство інших церковних обрядів. Ця конфронтація з Лютером підтвердила консервативні релігійні тенденції, яких притримувався Мор, і відтоді його творчість була позбавлена будь-якої критики і сатири, які можна розглядати як шкоду авторитету Церкви.

### У парламенті
Під час першого виступу в парламенті Мор вимагав зменшити податки на користь короля Генріха VII. За це Генріх ув'язнив батька Мора, який був звільнений лише після сплати викупу і самоусунення Мора від громадського життя. Після смерті Генріха VII в 1509 році Мор повернувся в політику. В 1510 році він став одним з двох молодших шерифів Лондона. У 1511 році під час пологів померла його перша дружина.

### Придворне життя
У 1510-х роках Мор привернув увагу короля Генріха VIII. У 1515 році у складі посольства у Фландрії він домовлявся щодо торгівлі англійською вовною. Відома «Утопія» починається з посилання на це посольство. Невдовзі після цього друг Мора, Еразм Роттердамський посприяв у виданні цієї книги. У 1517 році допоміг заспокоїти мешканців Лондона, що бунтували проти іноземців. У 1518 році Мор долучився до Таємної Ради. У 1520 році супроводжував Генріха VIII під час його зустрічі з королем Франції Франциском I неподалік від міста Кале. У 1521 році стає сером Томасом Мором, за «заслуги перед королем і Англією».
Мабуть, саме Мор був автором знаменитого маніфесту «На захист семи таїнств» (лат. Assertio septem sacramentorum / англ. Defence of the Seven Sacraments), відповіді Генріха VIII Мартіну Лютеру. За цей маніфест Папа Лев X дарував Генріху титул «Захисник Віри» (лат. Defensor Fidei) — цікаво, що довгий час після того, як Англія порвала з католицькою церквою, англійські монархи продовжували носити цей титул, а на англійських монетах досі присутні букви DF. Також Томас Мор написав відповідь Лютеру під своїм власним ім'ям.

### Конфлікт з королем. Арешт і страта
Особливої уваги заслуговує ситуація з розлученням Генріха VIII, яка привела Мора до піднесення, а потім до падіння і в кінцевому результаті — до смерті. Кардинал Томас Волсі, архієпископ Йорка і лорд-канцлер Англії, не зміг домогтися розлучення Генріха VIII і королеви Катерини Арагонської, в результаті чого в 1529 році його змусили піти у відставку. Наступним лордом-канцлером був призначений сер Томас Мор, який до того моменту вже був канцлером герцогства Ланкастер та спікером Палати громад.
На нещастя для всіх, Генріх VIII не розумів, що за людина був Мор. Глибоко релігійний і прекрасно освічений в галузі канонічного права, Мор твердо стояв на своєму: розірвати освячений церквою шлюб може тільки Папа. Климент VII був проти цього розлучення — на нього тиснув Карл V Іспанський, племінник королеви Катерини. У 1532 році Мор пішов у відставку з поста лорда-канцлера, посилаючись на слабке здоров'я.
Справжньою причиною його звільнення став розрив Генріха VIII з Римом та створення Англіканської церкви; Мор був проти цього. Більш того, Томас Мор був настільки обурений відходом Англії від «істинної віри», що не з'явився на коронації нової дружини короля — Анни Болейн. Генріх VIII помітив це. 
У 1534 році Елізабет Бартон, черниця з Кенту, наважилася публічно засудити розрив короля з католицькою церквою. З'ясувалося, що відчайдушна черниця листувалась з Мором, який мав схожі погляди, і якби він не потрапив під захист Палати лордів, не минути б йому в'язниці. Того ж року Парламент ухвалив «Акт про престолонаслідування», що містив присягу, яку були зобов'язані скласти всі представники англійського лицарства. Особа, яка принесла присягу, тим самим: 1) визнавала законними всіх дітей Генріха VIII і Анни Болейн; 2) відмовлялася визнавати будь-яку владу, чи то влада світських владик чи князів церкви, крім влади королів з династії Тюдорів. 
Томас Мор був приведений до присяги, але відмовився промовити її, оскільки вона суперечила його переконанням. 
17 квітня 1535 року він був ув'язнений у Тауері, визнаний винним і 6 липня 1535 року обезголовлений. За вірність католицизму Мор був канонізований Римо-Католицькою Церквою і зарахований до лику святих Папою Пієм XI в 1935 році.

### «Історія Річарда III»
Досі серед фахівців йдуть суперечки про те, чи є «Історія Річарда III» Томаса Мора історичним чи художнім твором. У всякому разі, у своїх основних сюжетних лініях цей твір збігається з більшістю хронік та історичних досліджень, а саме з «Новими хроніками Англії і Франції» Р. Фабіана, записками Д. Манчіні, П. Карміліано, П. Вергілія, творами Б. Андре. Оповідання хроністів і письменників розходяться з історією, написаної Томасом Мором, лише в деталях. При цьому в «Історії Річарда III» яскраво позначений характер автора, у багатьох випадках дані оцінки відбувалися в 1483 році історичних подій. Так, з приводу обрання Річарда III королем історик пише, що це «… не що інше, як королівські ігри, тільки граються вони не на підмостках, а здебільшого на ешафоті».

### Віршовані твори, епіграми і переклади
Томас Мор був автором 280 латинських епіграм, перекладних творів, а також невеликих поем. Томас Мор активно займався перекладами з давньогрецької мови, яка в його епоху була набагато менш популярною ніж латинська.
На думку Ю. Ф. Шульц, висловленій в статті «Поезія Томаса Мора», точне датування переважної більшості епіграм Мора сумнівне. Тим не менш, як у виборі епіграм, так і в поетичних творах Томаса Мора основною темою є образ ідеального правителя, багато епіграм і поетичні твори ідейно близькі до роботи Томаса Мора «Утопія».

### «Утопія»
З усіх літературних і політичних творів Мора найбільше значення має «Утопія» (опублікована в 1516 році Дірком Мартенсом), причому ця книга зберегла своє значення для нашого часу — не тільки як талановитий роман, але і як геніальний за своїм задумом твір соціалістичної думки. Літературні джерела «Утопії» — твори Платона («Держава», «Критій», «Тімей»), романи-подорожі XVI століття (зокрема «Quattuor Navigationes» Амеріго Веспуччі) і до деякої міри твори Чосера, Ленгленда і політичні балади. З «Navigationes» Веспуччі він взяв зав'язку «Утопії» (зустріч з Гітлодея, його пригоди). Мор створив першу струнку соціалістичну систему, хоча й розроблену в дусі утопічного соціалізму.
Томас Мор назвав свою працю «Золота книжечка, настільки ж корисна, як і забавна про найкращий устрій держави і про новий острів Утопія».
«Утопія» ділиться на дві частини, мало схожі за змістом, але логічно невіддільні одна від одної.
Перша частина твору Мора — літературно-політичний памфлет; тут найсильніший момент — критика сучасних йому суспільно-політичних порядків: він бичує «криваве» законодавство про робітників, виступає проти смертної кари і пристрасно нападає на королівський деспотизм і політику воєн, гостро висміює дармоїдство і розпусту духовенства. Але особливо різко нападає Мор на обгородження общинних земель (англ. enclosures), що розорюють селянство: «Вівці, — писав він, — поїли людей». У першій частині «Утопії» дана не тільки критика існуючих порядків, але і програма реформ, що нагадує більш ранні, помірні проекти Мора; ця частина очевидно служила ширмою для другої, де він висловив у формі фантастичної повісті свої потаємні думки. У другій частині знову позначаються гуманістичні тенденції Мора. На чолі держави Мор ставив «мудрого» монарха, допускаючи для чорних робіт рабів; він багато говорить про грецьку філософію, зокрема про Платона, самі герої «Утопії» — гарячі прихильники гуманізму. Але в описі соціально-економічного ладу своєї вигаданої країни Мор дає ключові для розуміння його позиції положення. Перш за все в «Утопії» скасована приватна власність, знищена всяка експлуатація. Замість неї встановлюється усуспільнене виробництво. Це великий крок вперед, оскільки у попередніх соціалістичних письменників соціалізм мав споживчий характер. Праця є обов'язковою в «Утопії» для всіх, причому землеробством займаються по черзі всі громадяни до певного віку, сільське господарство ведеться артільно, але зате міське виробництво побудоване на сімейно-ремісничому принципі — вплив недостатньо розвинених економічних відносин в епоху Мора. В «Утопії» панує ручна праця, хоча вона і триває лише 6 годин на день і не є виснажливою. Мор нічого не говорить про розвиток техніки. У зв'язку з характером виробництва обмін в державі Мора відсутній, немає також і грошей, вони існують лише для торговельних зносин з іншими країнами, причому торгівля є державною монополією. Розподіл продуктів в «Утопії» ведеться за потребами, без будь-яких твердих обмежень. Державний лад утопійців незважаючи на наявність короля — повна демократія: всі посади — виборні і можуть бути зайняті всіма, але, як і личить гуманісту, Мор надає інтелігенції керівну роль. Жінки користуються повноправністю. Схоластика не властива школі, освіта побудована на поєднанні теорії і виробничої практики.
До всіх релігій в «Утопії» ставлення толерантне, і заборонений тільки атеїзм, за прихильність якому позбавляли права громадянства. У ставленні до релігії Мор займає проміжне положення між людьми релігійного і скептичного світогляду, але в питаннях суспільства і держави він — чистий раціоналіст. Визнаючи, що існуюче суспільство нерозумне, Мор разом з тим заявляє, що воно — змова багатих проти всіх членів суспільства. Соціалізм Мора цілком відображає навколишню обстановку, сподівання пригнобленого населення міста і села. В історії соціалістичних ідей його система ставить питання про організацію суспільного виробництва, до того ж у загальнодержавному масштабі. Новим етапом у розвитку соціалізму вона є ще й тому, що в ній усвідомлено значення державної організації для побудови соціалізму, але Мор не міг свого часу бачити перспективу безкласового суспільства (у «Утопії» Мора рабство не скасовано), що здійснює великий принцип «від кожного за його здібностями, кожному за його потребами» без будь-якої участі державної влади, що стала зайвою.

### Політичні погляди
• Основна причина всіх пороків і лих — це приватна власність і зумовлені нею протиріччя інтересів особистості і суспільства, багатих і бідних, розкоші й убогості. Приватна власність і гроші породжують злочини, які не можна зупинити жодними законами та санкціями.
• Утопія (ідеальна країна) — своєрідна федерація з 54 міст.
• Устрій і управління кожного з міст однакові. У місті 6000 сімей; в сім'ї — від 10 до 16 дорослих. Кожна сім'я займається певним ремеслом (дозволено перехід з однієї сім'ї в іншу). Для роботи в прилеглій до міста сільській місцевості утворюються «сільські родини» (від 40 дорослих), в яких житель міста зобов'язаний пропрацювати не менше двох років.
• Посадові особи в Утопії виборні. Кожні 30 сімей обирають на рік філархами (сіфогрантами); на чолі 10 філархів стоїть протофіларх (транібор). Протофілархи обираються з числа вчених. Вони утворюють міський сенат, очолюваний князем. Князь (Адем) обирається філархами міста з кандидатів, запропонованих народом. Посада князя незмінна, якщо він не запідозрений у прагненні до тиранії. Найважливіші справи міста вирішують народні збори, але вони обирають більшу частину посадових осіб та заслуховують їх звіти.
• В Утопії немає приватної власності і, отже, суперечки між утопійцями рідкісні і злочини нечисленні; тому утопійці не потребують великого і складного законодавства.
• утопійці сильно гребують війною, як діянням воістину звірячим. Не бажаючи, однак, виявити, в разі необхідності, свою нездатність до неї, вони постійно вправляються у військових науках. Зазвичай для війни використовуються найманці.
• утопійці визнають цілком справедливою причиною для війни той випадок, коли який небудь народ, володіючи даремно територією, якою не користується сам, відмовляє все ж у користуванні і володінні нею іншим, які за законом природи повинні харчуватися від неї.

## Переклади і видання українською
- Утопія; перекл. з лат. Йосипа Кобова // Мор Т., Кампанелла Т. Утопія. Місто Сонця / перекл. з лат.; вступ. слово Йосипа Кобова та Юрія Цимбалюка; передм. Йосипа Кобова. — К.: Дніпро, 1988. — С. 16—114. — (Вершини світового письменства, том 63).